# Santa Cristina de Lena

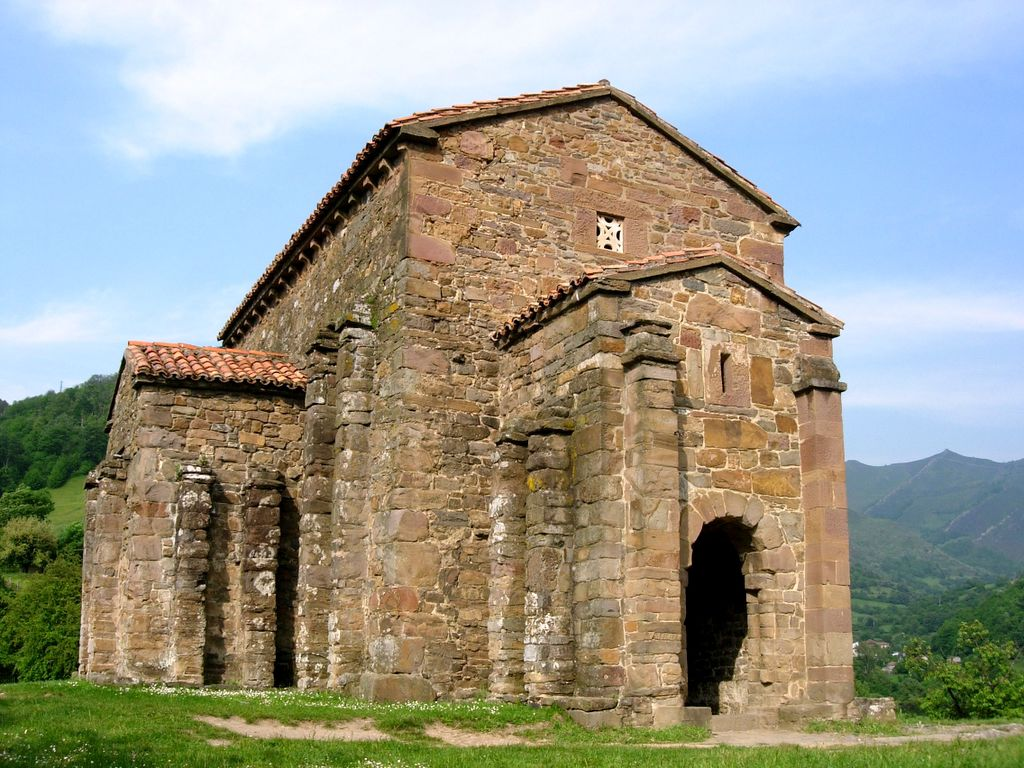
Sta Cristina de Lena

Santa Cristina de Lena é uma igreja pré-românica asturiana, construída em meados do século IX e situada no concelho de Lena, nas Astúrias.